# متلازمة ليميير
تُشير متلازمة ليميير إلى التهاب وريد خثاري في الوريد الوداجي الداخلي ويتطور في أغلب الأحيان كمضاعفات لعدوى التهاب الحلق البكتيري عند الشباب، بخلاف البالغين الأصحاء. هذا الالتهاب هو حالة خطيرة وقد يؤدي إلى مزيد من المضاعفات البنيوية مثل البكتيريا في الدم أو التعفن.
وتحدث متلازمة ليميير في أغلب الأحيان عندما تتقدم عدوى البكتيريا في الحلق لتشكيل خرّاج. وفي عمق الخرّاج، يمكن للبكتيريا اللاهوائية أن تزدهر، وعندما يتمزق جدار الخراج داخليًا، تصل البكتيريا من خلال الأنسجة الّرخوة وتصيب الهياكل القريبة، يوفر انتشار العدوى إلى الوريد الوداجي الداخلي القريب بوابة لانتشار البكتيريا خلال مجرى الدم، والالتهاب المحيط بالوريد وضغط الوريد قد يؤدي إلى تجلط الدم.
تختلف علامات وأعراض متلازمة ليميير، ولكن عادة تبدأ مع التهاب الحلق، والحمى وضعف الجسم العام وتليها حالة خمول شديد، وحمى، وصلابة، وعقد لمفاوية منتفخة، ورقبة منتفخة، غالبًا ما يكون هناك ألم في البطن وإسهال وغثيان وقيء خلال هذه المرحلة. هذه العلامات والأعراض عادة ما تحدث من عدة أيام إلى أسبوعين بعد حدوث الأعراض الأولية.
ويمكن أن تنشأ أيضا صدمة تعفن وهذا يمثل انخفاض في ضغط الدم، وزيادة في معدل ضربات القلب، وانخفاض في ناتج البول وزيادة في معدل التنفس، كما تصاب بعض الحالات بالتهاب السحايا، الذي سيظهر عادة على أنه تصلب في الرقبة وصداع وحساسية للعيون تجاه الضوء.

## علامات وأعراض
- صداع (لا علاقة له بالتهاب السحايا)
- فقدان الذاكرة

- ألم العضلات

- اليرقان

- نقص القدرة على فتح الفك

- أصوات تسمع أحيانا على الرئتين

- الاحتكاك التأموري كدلالة على التهاب التامور (نادر)

- شلل الأعصاب القحفية ومتلازمة هورنر (كلاهما نادر).

## السبب
البكتيريا التي تسبب التهاب الجلدي هي بكتيريا لاهوائية وهي من الكائنات الدقيقة التي تسكن الفم والحنجرة وتحديدًا البكتريا المغزليّة الناخرة Fusobacterium necrophorum، هي الأكثر شيوعًا من البكتيريا الممرضة.
وجدت دراسة في عام 1989 أن 81% من الإصابة بمتلازمه ليمير كانت بسبب البكتيريا المغزليّة الناخرة Fusobacterium necrophorum و11% من الإصابات بسبب أنواع أخرى من البكتريا المغزلية Fusobacterium. وقد يكون للمكورات العنقودية الذهبية دورًا بالإصابة بهذه المتلازمة، نادرَا ما حدثت إصابة بهذه المتلازمة بسبب جراثيم أخرى غير سلبية لغرام (البكتريا العَصَوانِيَّةُ الهَشَّة Bacteroides fragilis، العَصَوانِيَّةُ الميلانينيَّة Bacteroides melaninogenicus، البكتيريا العقدية قليلة الإلفة للهواء streptococcus microaerophile، البكتريا النقودية الذهبية staphylococcus aureus، العقدية المقيحة streptococcus pyogenes، الإكينيلية Eikenella corrodens.

## الفزيولوجيا المرضيّة
تبدأ العدوى بهذه المتلازمة في منطقة الرأس والرقبة عادةَ أو التهاب البلعوم (هذا ما حدث عند 87.1 % من المرضى كما ذكر في الأدلة المنشورة، ولكن من الممكن أن تكون أيضًا بسبب التهابات في الأذن، أو العظم الخشائي، أو الجيوب الأنفية، أو الغدد اللعابية.
أثناء العدوى الأولية، تشكل البكتيريا مستعمرات في موقع العدوى وتنتشر العدوى إلى المحيط الخارجي، ثم تغزو البكتيريا الأوعية الدموية الحول اللوزة حيث يمكن أن تنتشر إلى الوريد الوداجي الداخلي.
في هذا الوريد تكون البكتريا خثرة تحتوي على هذه البكتيريا بالإضافة لذلك، يصبح الوريد الوداجي الداخلي ملتهبًا.
وتنتشر إلى أجزاء أخرى من الجسم حيث من الممكن أن تشكل خراج واحتشاء تعفني، وعند الشعيرات الشعرية الأولى التي تصادفها الصُّمة يمكنها أن تستجمع نفسها، ونتيجة لذلك فإن أكثر المواقع التي يحدث فيها تعفن هي الرئتين، تليها المفاصل (الركبة، الورك، عظم الصدر المفصل، الكتف والمرفق) في الرئتين، كما تسبب الخراج، والجروح الوخزية. النزف الجنبي غالبًا ومواقع أخرى يصيبها الإنتان ويتشكل فيها الخراج هي العضلات والأنسجة اللينة والكبد والطحال والكلى والجهاز العصبي.
إن إنتاج السموم البكتيرية مثل السكاكر اللبيدية المتعددة يؤدي إلى إفراز السيتوكينات من قبل خلايا الدم البيضاء وكلاهما يؤدي إلى أعراض تعفن الدم. تقوم بكتريا Fusobacterium necrophorum بإنتاج راصات دموية تؤدي لتكدّس الصفيحات وهذا يمكن أن يؤدي إلى تخثر في الأوعية الدموية.

## التشخيص
ويعتمد التشخيص والدراسات التّصويرية والمختبرية التي يتعيّن طلبها إلى حد كبير على تاريخ المريض وعلاماته وأعراضه، فإذا تمت ملاحظة التهاب الحلق المستمر مع علامات لتعفن الدم، يجب على الأطباء فحص متلازمة ليميير.
تكشف المختبرات عن علامات العدوى البكتيرية مع ارتفاع بروتين سي التفاعلي، سرعة ترسب الدم وخلايا الدم البيضاء (لا سيما العدلات) وعدد الصفيحات الذي يمكن أن يكون منخفض أو مرتفع وفحوصات وظائف الكبد والكلى غالبًا ما تكون غير طبيعية.
تخثر الوريد الوداجي الداخلي يمكن عرضه بالتصوير الصوتي، التخثر الذي تطور مؤخرًا له تأثير صدّي منخفض أو تأثير صدّي مماثل للدماء المتدفقة، وفي مثل هذه الحالات يُظهر الضغط مع مسبار الموجات فوق الصوتية وريد وريدي غير قابل للضغط وهي علامة مؤكدة على تخثر الدم، وأيضا بالألوان أو الموجات فوق الصوتية لأمواج دوبلر القوية التي تحدّد جلطة دم منخفضة الصدى ويكون التصوير المقطعي أو التصوير بالرنين المغناطيسي أكثر حساسية في عرض خثرة الأوردة القصية الداخلية، ولكن نادرًا ما تكون هناك حاجة إلى ذلك، تُظهر الأشعة السينية للصدر والأشعة المقطعية انصباب جنبي، عقيدات وخراجات.
والأمراض الأخرى التي يمكن إدراجها في التشخيص هي:
- حمى كيو

- السل

- الالتهاب الرئوي

## العلاج
تعالج هذه المتلازمة في المقام الأول بالمضادات الحيوية التي تعطى عن طريق الوريد عمومًا Fusobacterium necrophorum تكون حساسة للمضادات الحيوية بيتا لاكتام، ميترونيدازول، الكليندامايسين والجيل الثالث من السيفالوسبورينات بينما fusobacteria لها درجات متفاوتة من مقاومة بيتا اكتام والكليندامايسين. وإذا لم يحسن العلاج بالمضادات الحيوية الصّورة السريرية للمرض، فقد يكون من المفيد ربط الوريد الوداجي الداخلي. ولا يوجد دليل على استخدام العلاج المضاد للتخثر أو معارضته، إن انخفاض معدل الإصابة بمتلازمة ليميير لم يجعل من الممكن إجراء تجارب سريرية لدراسة المرض. عندما يتم تشخيص المتلازمة بشكل صحيح يكون معدل الوفيات حوالي 4.6٪، وبما أن هذا المرض ليس معروفًا جيدًا وكثيرًا ما يظل غير مشخص فإن معدل الوفيات قد يكون أعلى بكثير. مما أدى إلى تسميته بـ «المرض المنسي» ومن المعروف أن المرض يؤثر على صحة الشباب البالغين، أصبح هذا المرض أصبح أقل ندرة مع العديد من الحالات المبلغ عنها، ومع ذلك فإنه لا يزال يعرف باسم «المرض المنسي» كما أن العديد من الأطباء لا يدركون وجوده، ولذلك في كثير من الأحيان لا يتم التشخيص. تعتبر متلازمة ليميير نادرة حاليًّا، لكنها كانت أكثر شيوعًا في أوائل القرن العشرين قبل اكتشاف البنسلين، ربما يكون انخفاض استخدام المضادات الحيوية لالتهاب الحلق قد زاد من خطر هذا المرض، حيث أبلغ عن 19 حالة في عام 1997و34 حالة في عام 1999 في المملكة المتحدة ويبلغ معدل الإصابة حاليا 0.8 حالة لكل مليون شخص.

## تاريخ المرض
تم وصف تعفن الدّم النّاجم عن عدوى في الحلق من قبل سكوتمولر في عام 1918، ومع ذلك، نشر أندريه ليميير في عام 1936 عن 20 حالة تلى إصابات الحنجرة لديهم تعفن هوائي معروف، وتوفي 18 مريض منهم.